# Ріроріро острівний
Ріроріро острівний (Gerygone modesta) — вид горобцеподібних птахів родини шиподзьобових (Acanthizidae). Ендемік острова Норфолк. Мешкає в лісі і серед чагарників. Йому загрожує знищення природного середовища. 